# Taxodioideae
Taxodioideae is de botanische naam van een onderfamilie uit de cipresfamilie (Cupressaceae).

## Soorten
- geslacht Taxodium
  - Taxodium ascendens
  - Moerascipres (Taxodium distichum)
  - Taxodium mucronatum
- geslacht Glyptostrobus
  - Glyptostrobus pensilis
- geslacht Cryptomeria
  - Sikkelcipres (Cryptomeria japonica)